# The Reservoir
The Reservoir ist ein Stausee in der Region Southland auf der Südinsel von Neuseeland.

## Geographie
Der Stausee befindet sich am südlichen Ende der Südinsel, rund 57 km südöstlich von Invercargill und rund 6 km westsüdwestlich des Waikawa Harbour sowie rund 250 m nördlich der Haldane Bay, die direkte Verbindung zum Pazifischen Ozean hat. Mit einer Flächenausdehnung von rund 48 Hektar erstreckt sich der Stausee über eine Länge von rund 2,1 km von seinem nördlichen Anfang in einem Rechtsbogen in westliche Richtung. Der Umfang des Sees beträgt rund 7,4 km und an seiner breitesten Stelle misst der See rund 460 m in Nordnordwest-Südsüdost-Richtung. Das Wassereinzugsgebiet des Stausees beträgt 5,6 km.
Die Wassertiefe des Sees beträgt im mittleren westlichen Teil bis zu 5,5 m und im Mittel rund 3,0 m.
Gespeist wird der See durch einige kleine Bäche, die dem See ein Wassereinzugsgebiet von 5,6 km² ermöglichen. Der Abfluss des Stausees erfolgt über das Absperrbauwerk an dem südwestlichen Ende des Gewässers und führt über einen rund 650 m langen Stream in den südlichen Teil des Haldane Estuary.

## Staumauer
Der kleine Staudamm, der das Gewässer aufstaut, besitzt eine Länge von rund 5 m und eine Breite von ca. 1,7 m.